# Five Nations 1911
Die Ausgabe 1911 des jährlich ausgetragenen Rugby-Union-Turniers Five Nations (seit 2000 Six Nations) fand vom 2. Januar bis zum 25. März statt. Turniersieger wurde Wales, das mit Siegen gegen alle anderen Teilnehmer zum ersten Mal den Grand Slam schaffte, mit Siegen gegen alle britischen Mannschaften auch die Triple Crown.

## Teilnehmer
| Land       | Stadion                           | Stadt             | Kapitän                                |
| ---------- | --------------------------------- | ----------------- | -------------------------------------- |
| England    | Twickenham Stadium                | London            | John Birkett / Anthony Henniker-Gotley |
| Frankreich | Stade du Matin / Parc des Princes | Colombes / Paris  | Marcel Communeau / René Duval          |
| Irland     | Lansdowne Road / Mardyke          | Dublin / Cork     | George Hamlet                          |
| Schottland | Inverleith                        | Edinburgh         | Patrick Munro / John MacCallum         |
| Wales      | St Helen’s / Cardiff Arms Park    | Swansea / Cardiff | Billy Trew / Johnny Williams           |

## Tabelle
|    | Land       | Spiele | Siege | Unent. | Ndlg. | Spiel- punkte | Diff. | Tabellen- punkte |
| -- | ---------- | ------ | ----- | ------ | ----- | ------------- | ----- | ---------------- |
| 1. | Wales      | 4      | 4     | 0      | 0     | 78:21         | + 57  | 8                |
| 2. | Irland     | 4      | 3     | 0      | 1     | 44:31         | + 13  | 6                |
| 3. | England    | 4      | 2     | 0      | 2     | 61:26         | + 35  | 4                |
| 4. | Frankreich | 4      | 1     | 0      | 3     | 21:92         | − 71  | 2                |
| 5. | Schottland | 4      | 0     | 0      | 4     | 43:77         | − 34  | 0                |

## Ergebnisse
| 2. Januar 1911 | Frankreich                                                         | 16 : 15        | Schottland                                                                  | Stade du Matin, Colombes Zuschauer: 8.000 Schiedsrichter: Arthur Jones (England) |
| 2. Januar 1911 | Versuche: Failliot (2) Laterrade Peyroutou Erhöhungen: Decamps (2) | (11:8) Bericht | Versuche: Abercrombie MacCallum Munro Erhöhungen: Turner Dropgoals: Pearson | Stade du Matin, Colombes Zuschauer: 8.000 Schiedsrichter: Arthur Jones (England) |

| 21. Januar 1911 | Wales                                                    | 15 : 11       | England                                                 | St Helen’s, Swansea Schiedsrichter: John Gillespie (Schottland) |
| 21. Januar 1911 | Versuche: Gibbs Morgan Pugsley Spiller Straftritte: Birt | (6:3) Bericht | Versuche: Kewney Roberts Scholfield Erhöhungen: Lambert | St Helen’s, Swansea Schiedsrichter: John Gillespie (Schottland) |

| 28. Januar 1911 | England                                                                                                 | 37 : 0        | Frankreich | Twickenham Stadium, London Zuschauer: 20.000 Schiedsrichter: Evan Johns (Wales) |
| 28. Januar 1911 | Versuche: Lambert (2) Mann Pillman (2) Stoop Wodehouse Erhöhungen: Lambert (5) Straftritte: Lambert (2) | (8:0) Bericht |            | Twickenham Stadium, London Zuschauer: 20.000 Schiedsrichter: Evan Johns (Wales) |

| 4. Februar 1911 | Schottland                              | 10 : 32       | Wales                                                                                   | Inverleith, Edinburgh Schiedsrichter: Ian Davidson (Irland) |
| 4. Februar 1911 | Versuche: Scott Turner Dropgoals: Munro | (4:7) Bericht | Versuche: Gibbs (3) Spiller (2) Thomas Williams Erhöhungen: Dyke (2) Dropgoals: Spiller | Inverleith, Edinburgh Schiedsrichter: Ian Davidson (Irland) |

| 11. Februar 1911 | Irland          | 3 : 0   | England | Lansdowne Road, Dublin Schiedsrichter: Jack Dallas (Schottland) |
| 11. Februar 1911 | Versuche: Smyth | Bericht |         | Lansdowne Road, Dublin Schiedsrichter: Jack Dallas (Schottland) |

| 25. Februar 1911 | Schottland                              | 10 : 16       | Irland                                                            | Inverleith, Edinburgh Schiedsrichter: Vincent Cartwright (England) |
| 25. Februar 1911 | Versuche: Angus Simson Dropgoals: Munro | (3:8) Bericht | Versuche: Adams Foster O’Callaghan Quinn Erhöhungen: Hinton Lloyd | Inverleith, Edinburgh Schiedsrichter: Vincent Cartwright (England) |

| 28. Februar 1911 | Frankreich | 0 : 15  | Wales                                                   | Parc des Princes, Paris Zuschauer: 20.000 Schiedsrichter: William Williams (England) |
| 28. Februar 1911 |            | Bericht | Versuche: Morgan Owen Williams Erhöhungen: Bancroft (3) | Parc des Princes, Paris Zuschauer: 20.000 Schiedsrichter: William Williams (England) |

| 11. März 1911 | Wales                                                                     | 16 : 0        | Irland | Cardiff Arms Park, Cardiff Schiedsrichter: Frank Potter-Irwin (England) |
| 11. März 1911 | Versuche: Evans Gibbs Webb Erhöhungen: Bancroft (2) Straftritte: Bancroft | (5:0) Bericht |        | Cardiff Arms Park, Cardiff Schiedsrichter: Frank Potter-Irwin (England) |

| 18. März 1911 | England                                                   | 13 : 8        | Schottland                                         | Twickenham Stadium, London Zuschauer: 25.000 Schiedsrichter: T. D. Schofield (Wales) |
| 18. März 1911 | Versuche: Birkett Lawrie Wodehouse Erhöhungen: Lagden (2) | (8:3) Bericht | Versuche: Simson Sutherland Erhöhungen: Cunningham | Twickenham Stadium, London Zuschauer: 25.000 Schiedsrichter: T. D. Schofield (Wales) |

| 25. März 1911 | Irland                                                                                   | 25 : 5        | Frankreich                            | Mardyke, Cork Zuschauer: 25.000 Schiedsrichter: Crawford Findlay (Schottland) |
| 25. März 1911 | Versuche: Heffernan Jackson (2) O’Callaghan Quinn Erhöhungen: Lloyd (3) Dropgoals: Lloyd | (0:5) Bericht | Versuche: Failliot Erhöhungen: Dutour | Mardyke, Cork Zuschauer: 25.000 Schiedsrichter: Crawford Findlay (Schottland) |